# Austrolimnophila trifidula
Austrolimnophila trifidula là một loài ruồi trong họ Limoniidae. Chúng phân bố ở miền Australasia.